# دره می
ذخیره‌گاه طبیعی دره می ("Vallée de Mai") یک پارک و از آثار میراث جهانی یونسکو در جزیره پرزلین سیشل است. این ذخیره‌گاه شامل یک جنگل نخل است که به خوبی حفظ شده، نارگیل دریایی، و همچنین پنج نخل بومی دیگر است.
همچنین حیات وحش این پارک بی نظیر است، از جمله پرندگانی چون طوطی سیاه نادر سیشل، پستانداران، سخت پوستان، حلزونها و خزندگان در این پارک وجود دارند. تلاش مشخصی برای از بین بردن همه گونه‌های عجیب و غریب گیاهان معرفی شده از منطقه انجام شده‌است اما تاکنون در از بین بردن قهوه، آناناس و نخل‌های زینتی موفقیت‌آمیز نبوده‌است.  این جنگل، با گیاهان و گونه‌های خاص حیوانات، مرجعی از زمانی است که ابر قاره گوندوانا به قسمت‌های کوچکتر تقسیم می‌شود و جزایر سیشل را بین ماداگاسکار امروزی و هند نقسیم می‌کند.

## جغرافیا
این ذخیره در وسط جزیره پراسین قرار دارد که دومین جزیره بزرگ سیشل است،  مساحتی به وسعت ۱۹٫۵ هکتار را دربر گرفته و در به صورت بکر است و قدمت ان به دوران پیش از تاریخ بر می‌گردد. تشکیل زمین‌شناسی همانند کل جزیره گرانیتی است. به عنوان «میکروکنترلین» نامیده می‌شود، مانند سایر جزایر موجود در اقیانوس هند تکامل آن منشأ آتشفشانی یا مرجان نیست.

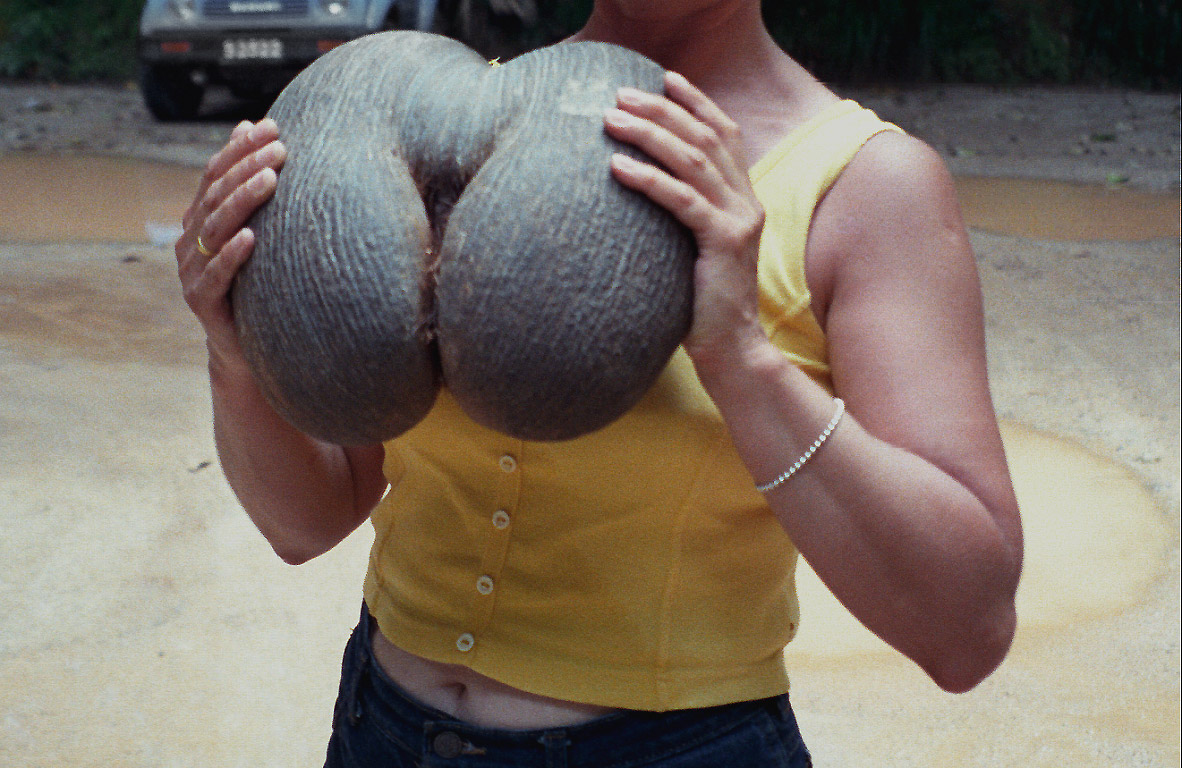
دو عدد مهره کوکو دو مرک

## تاریخ
این پارک تا دهه ۱۹۳۰ یک جنگل دست نخورده بود.

## کتابشناسی
- Mair, Lyn; Beckley, Lynnath (2012). Seychelles. Bradt Travel Guides. pp. 126–. ISBN 978-1-84162-406-8. Retrieved 22 March 2013.
- Coe, Malcolm James (1998). A Fragile Eden: Portraits of the Endemic Flowering Plants of the Granitic Seychelles. Princeton University Press. pp. 24–. ISBN 978-0-691-04817-8. Retrieved 22 March 2013.